# Adrián
Adrián San Miguel del Castillo, mer känd som Adrián, född 3 januari 1987. Han är en spansk fotbollsmålvakt som spelar för Betis.
Adrián började sin karriär i det spanska laget Real Betis. Han spelade i klubbens alla ungdomslag innan han gjorde sin debut i A-laget 2012. Under den perioden blev han även utlånad till CD Alcalá och CD Utrera. 2013 flyttade han till England efter att ha blivit värvad av West Ham United. 2019 värvades han över till Liverpool FC.

## Karriär

### Real Betis

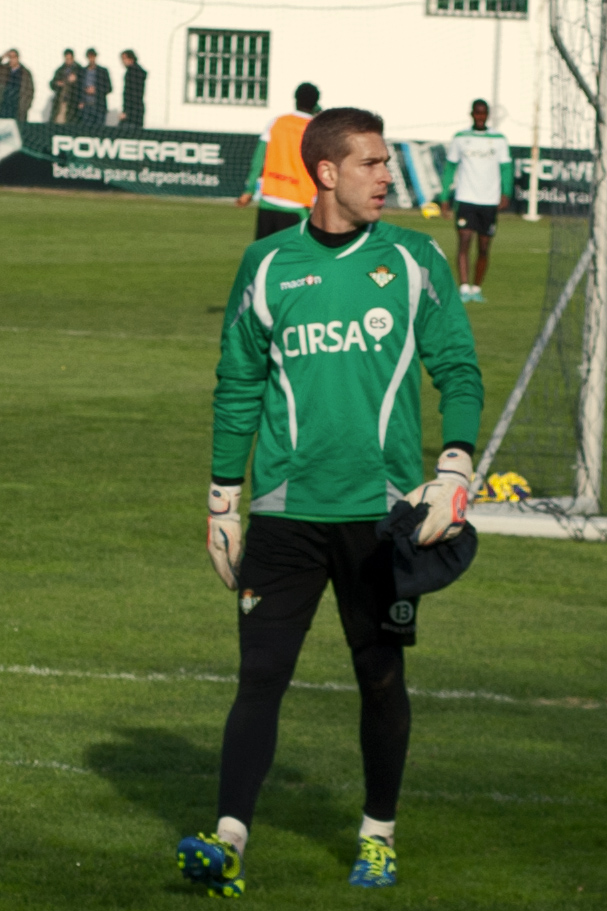
Adrián med Real Betis 2013

Adrián spelade som anfallare och ytter för CD Altair fram tills han var 10 år gammal. Då lämnade lagets målvakt klubben och Adrián bytte position till målvakt. Sedan han börjat spela med Real Betis blev det målvaktsspel för gott.
Adrián tillbringade sina första två säsonger med C-laget och därefter fem säsonger med reservlaget, alla fem säsongerna i Segunda División B. Han lånades ut till CD Alcalá år 2008 och CD Utrera år 2009. Adrián fick plats i förstalaget under säsongen 2011/2012, då som tredjemålvakt. I november drabbades han av en allvarlig korsbandsskada och tvingades vila från fotboll i nästan ett halvår. 
Adrián gjorde La Liga-debut den 29 september 2012 i en match mot Málaga som laget förlorade med 0-4. Efter att Casto blev utvisad tidigt i matchen byttes Adrián in mot mittfältaren Salvador Agra, och blev utnämnd till matchens bästa spelare. Under säsongen 2012/2013 blev Adrián förstamålvakt i A-laget. Efter sin debut lyckades han under de närmaste 31 matcherna hålla nollan i 11 av matcherna. Den säsongen hamnade Betis på en sjundeplats och blev därmed kvalificerade till UEFA Europa League.

### West Ham United

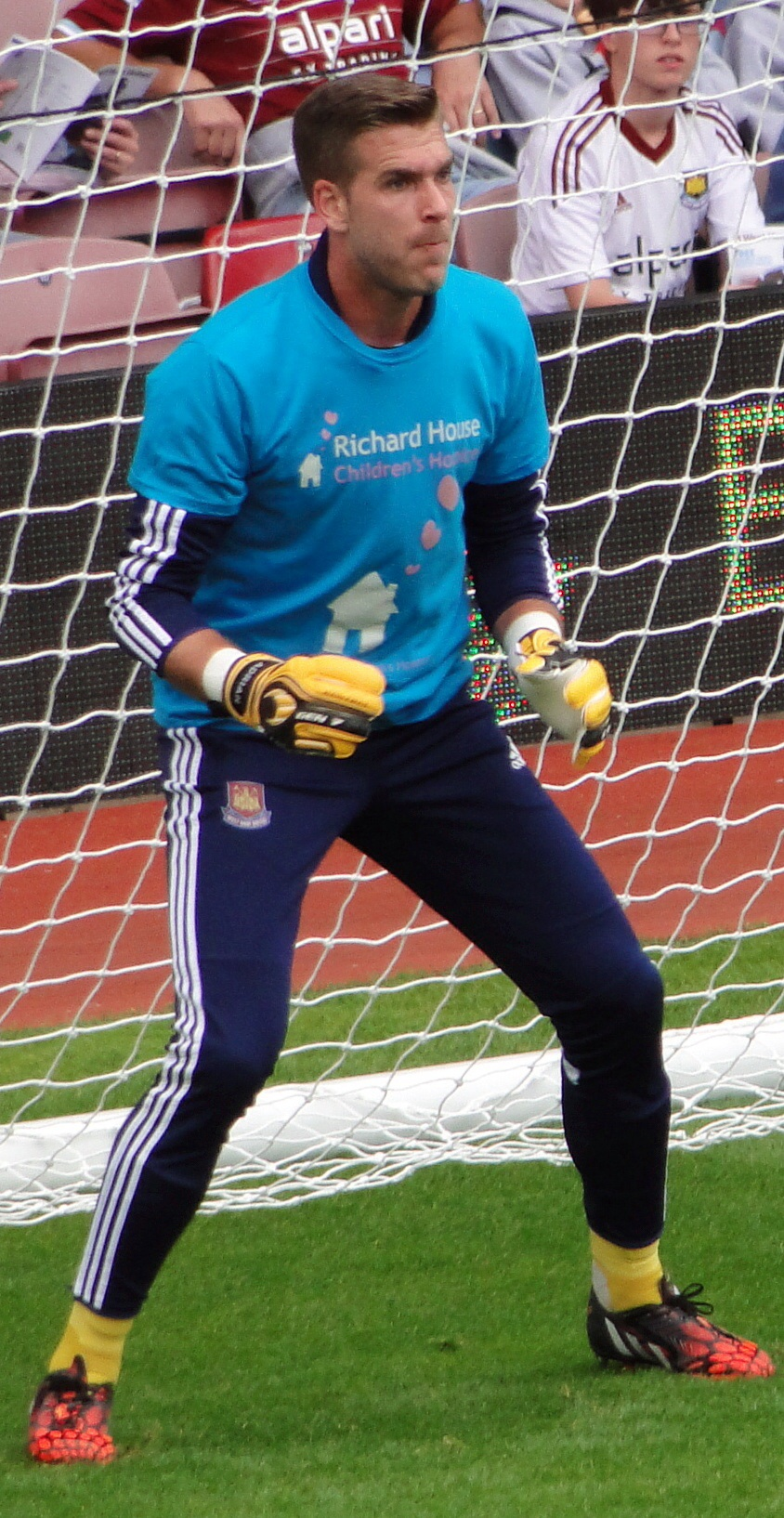
Adrián 2014

Efter att ha studerats av West Hams tränare Sam Allardyce och fotbollstränaren Martyn Margetson under en längre tid lockade de över Adrián att spela för West Ham. Den 5 juni 2013 meddelade klubben att de hade kontrakterat honom för tre års spel, med option på ytterligare två säsonger. 
Adrián gjorde debut för the Hammers (West Ham) den 27 augusti 2013 i en 2-1-hemmavinst mot Cheltenham Town i säsongens ligacup. Under matchen tacklade han Jermaine McGlashan innanför målområdet vilket dömdes som otillåtet spel och blev till en straffspark, som Matt Richards sedan satte. Hans ligadebut kom den 21 december i en 3-1-förlust mot Manchester United.
Den 11 januari 2014 höll Adrián sin första nolla för West Ham i en 2-0-vinst över Cardiff City. Den 6 maj samma år vann Adrián klubbens "Säsongens bästa räddning" för en fingertoppsräddning på ett hårt skott från Oscar i en match mot Chelsea. Adrián vann även "Bästa Individuella Framförande" i samma match, där han höll nollan i en match som förblev mållös, samt "Säsongens Signering". Han utsågs även som tvåa i "Hammer of the Year", efter Mark Noble. I slutet av säsongen 2013/2014 hade han avancerat till West Hams förstemålvakt, istället för Jussi Jääskeläinen.
I en straffläggning i en FA-Cupsmatch mot Everton den 13 januari 2015 räddade Adrián en straff från Steven Naismith. Räddningen ledde till sudden death där Adrián satte den sista straffen vilket ledde till vinst för West Ham. Trots att han aldrig tidigare tagit en straff i en professionell match var han så säker på att han skulle sätta sin straff att han tog av sina målvaktshandskar innan han tog straffen – West Ham vann med 9-8.

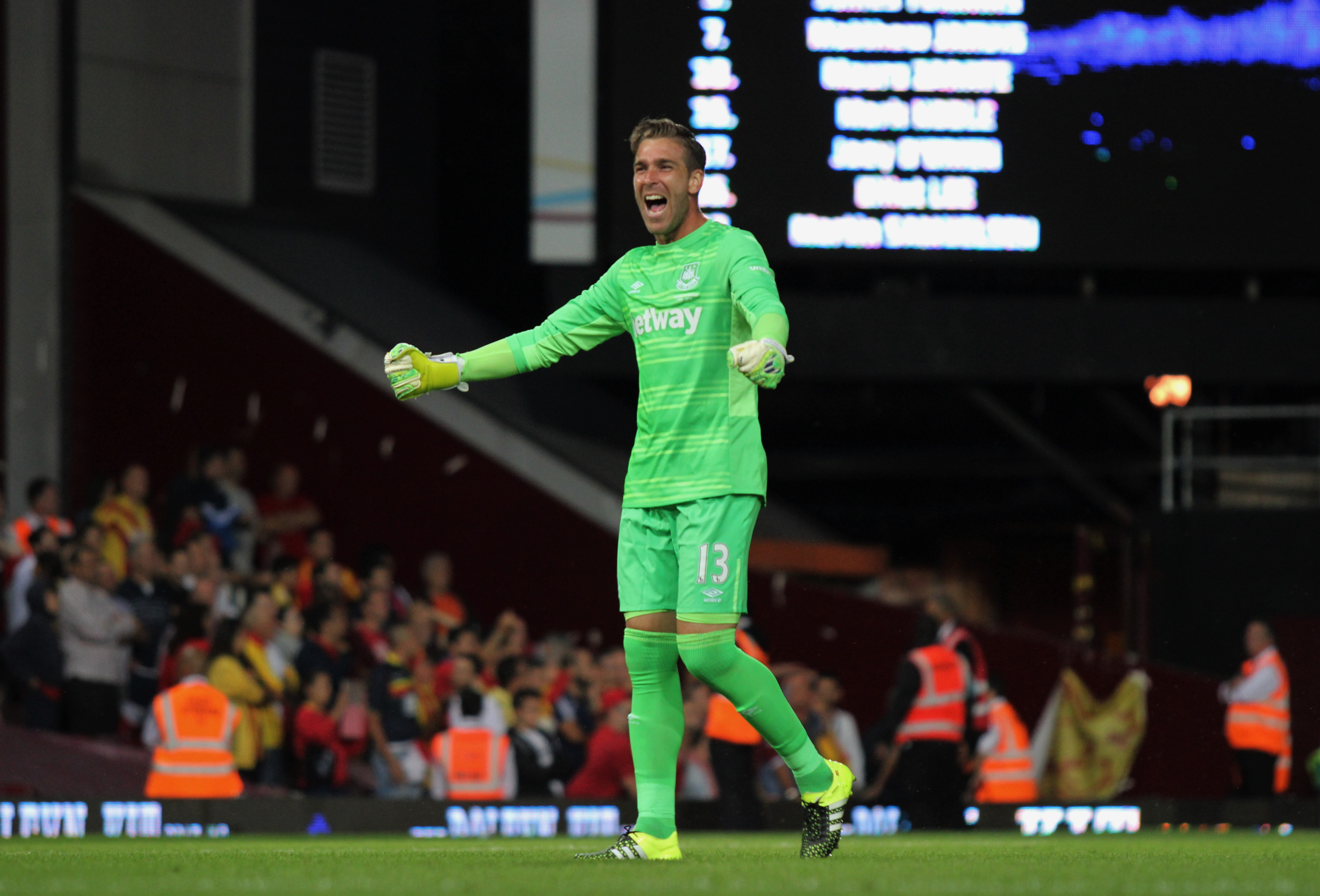
Adrián 2015

Den 11 februari 2015 fick Adrián rött kort i en mållös match mot Southampton efter att ha hanterat bollen utanför målområdet pressad av Sadio Mané. Hans avstängning till följd av det röda kortet blev hävd av FA, dock anklagades West Ham för att ha misslyckats att hålla sina spelare under kontroll efter incidenten, vilket de fick böta £ 30 000 för. Han spelade alla 38 ligamatcher och alla fyra FA-Cupmatcher under säsongen 2014/2015.
Adrián fick ett rött kort i tilläggstid i en 1-2-förlust mot Leicester City den 15 augusti 2015 för en tackling av Jamie Vardy. Eftersom laget redan hade använt alla sina tre byten blev Carl Jenkinson West Hams målvakt för den resterande delen av matchen. I oktober 2015 skrev Adrián under ett nytt tvåårskontrakt med option på ytterligare två år. 
Vid slutet av säsongen 2018/19 bestämde han sig för att inte förnya kontraktet med West Ham. Adrián spelade sin sista match för West Ham den 26 januari 2019 i en bortaförlust 4 –2 mot AFC Wimbledon i FA-Cup. Han kom att spela 150 matcher för West Ham men endast fem under sin sista säsong, alla cupmatcher. Hans plats i Premier League-laget hade övertagits av Łukasz Fabiański. Adrián valde att lämna klubben trots att han erbjöds ett 3-årskontrakt eftersom han "inte hade spelat en enda match i Premier League på hela säsongen" och att han "inte kände sig rätt värderad ekonomiskt sett heller".

### Liverpool FC

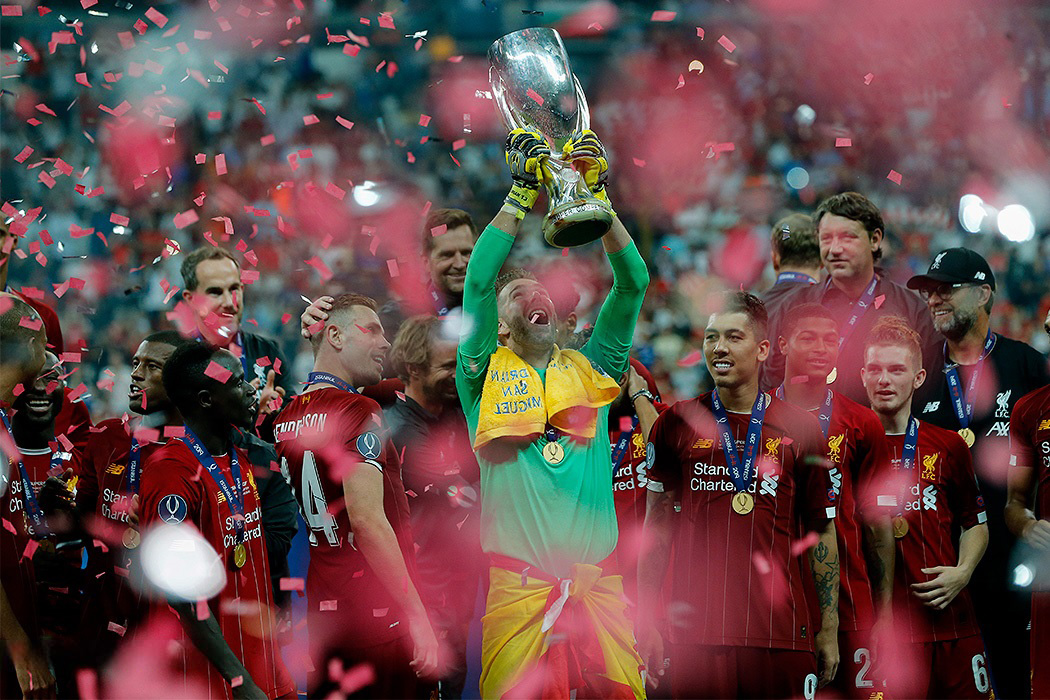
Adrián lyfter 2019 UEFA Super Cup, den första trofén i sin karriär

Den 5 augusti 2019 blev det offentligt att Adrián hade tecknat kontrakt med Liverpool med fri transfer. Han gjorde debut för laget i en 4-1-vinst över Norwich, inbytt i den 39:e minuten efter att Alisson blivit skadad. Den 14 augusti startade Adrián i 2019 UEFA Super Cup, i tilläggstid gav han en straff till Chelsea för en foul på Tammy Abraham, som Jorginho satte för att ta matchen till oavgjort. Efter 2-2 gick matchen till straffläggning, där Adrián räddade Tammy Abrahams sista straff vilket ledde till vinst med 5-4 för Liverpool, lagets första trofé säsongen 2019/2020. Det var även Adriáns första trofé i karriären.
Adrián gjorde sin Champions Leaguedebut mot Napoli i San Paolo-stadion den 17 september 2019. Fastän han gjorde en räddning på ett skott för belgaren Dries Mertens när matchen fortfarande var mållös fick han uppleva sin första förlust med Liverpool, eftersom laget slutligen förlorade med 2-0. Den 11 mars 2020 spelade Adrián från start i matchen mot Atlético Madrid. Liverpool var regerande mästare, men blev utslagna ur Champions League. Liverpool förlorade med 3-2 på Anfield och Adriáns insats som målvakt blev hårt kritiserad.
Den 14 juni 2021 meddelade Liverpool att Adrián förlängt sitt kontrakt i klubben, dock utan att berätta kontraktslängden.

### Återkomst i Betis
Den 8 juli 2024 blev Adrián klar för en återkomst i Betis, där han skrev på ett tvåårskontrakt.

## Statistik

### Klubbstatistik
Senioruppdatering 5 november 2020
| Klubb           | Säsong       | Liga                | Liga | Liga  | Nationell kupp | Nationell kupp | Ligakupp | Ligakupp | Europa | Europa | Annat | Annat | Totalt | Totalt |
| Klubb           | Säsong       | Division            | Apps | Goals | Apps           | Goals          | Apps     | Goals    | Apps   | Goals  | Apps  | Goals | Apps   | Goals  |
| --------------- | ------------ | ------------------- | ---- | ----- | -------------- | -------------- | -------- | -------- | ------ | ------ | ----- | ----- | ------ | ------ |
| Real Betis C    | 2006–07      | Regional Preferente | 13   | 0     | —              | —              | —        | —        | —      | —      | —     | —     | 13     | 0      |
| Real Betis C    | 2007–08      | Regional Preferente | 10   | 0     | —              | —              | —        | —        | —      | —      | —     | —     | 10     | 0      |
| Real Betis C    | Total        | Total               | 23   | 0     | —              | —              | —        | —        | —      | —      | —     | —     | 23     | 0      |
| Real Betis B    | 2007–08      | Segunda División B  | 3    | 0     | —              | —              | —        | —        | —      | —      | —     | —     | 3      | 0      |
| Real Betis B    | 2008–09      | Segunda División B  | 14   | 0     | —              | —              | —        | —        | —      | —      | —     | —     | 14     | 0      |
| Real Betis B    | 2009–10      | Segunda División B  | 12   | 0     | —              | —              | —        | —        | —      | —      | —     | —     | 12     | 0      |
| Real Betis B    | 2010–11      | Segunda División B  | 22   | 0     | —              | —              | —        | —        | —      | —      | 2     | 0     | 24     | 0      |
| Real Betis B    | 2011–12      | Segunda División B  | 11   | 0     | —              | —              | —        | —        | —      | —      | —     | —     | 11     | 0      |
| Real Betis B    | Total        | Total               | 62   | 0     | —              | —              | —        | —        | —      | —      | 2     | 0     | 64     | 0      |
| Alcalá (lån)    | 2007–08      | Tercera División    | 5    | 0     | 0              | 0              | —        | —        | —      | —      | —     | —     | 5      | 0      |
| Utrera (lån)    | 2008–09      | 1ª Andaluza         | 13   | 0     | 0              | 0              | —        | —        | —      | —      | —     | —     | 13     | 0      |
| Real Betis      | 2012–13      | La Liga             | 32   | 0     | 0              | 0              | —        | —        | —      | —      | —     | —     | 32     | 0      |
| West Ham United | 2013-14      | Premier League      | 20   | 0     | 1              | 0              | 5        | 0        | —      | —      | —     | —     | 26     | 0      |
| West Ham United | 2014-15      | Premier League      | 38   | 0     | 4              | 0              | 0        | 0        | —      | —      | —     | —     | 42     | 0      |
| West Ham United | 2015-16      | Premier League      | 32   | 0     | 0              | 0              | 1        | 0        | 3      | 0      | —     | —     | 36     | 0      |
| West Ham United | 2016-17      | Premier League      | 16   | 0     | 1              | 0              | 1        | 0        | 1      | 0      | —     | —     | 19     | 0      |
| West Ham United | 2017-18      | Premier League      | 19   | 0     | 0              | 0              | 3        | 0        | —      | —      | —     | —     | 22     | 0      |
| West Ham United | 2018-19      | Premier League      | 0    | 0     | 2              | 0              | 3        | 0        | —      | —      | —     | —     | 5      | 0      |
| West Ham United | Total        | Total               | 125  | 0     | 8              | 0              | 13       | 0        | 4      | 0      | —     | —     | 150    | 0      |
| Liverpool       | 2019-20      | Premier League      | 11   | 0     | 3              | 0              | 0        | 0        | 3      | 0      | 1     | 0     | 18     | 0      |
| Liverpool       | 2020-21      | Premier League      | 2    | 0     | 0              | 0              | 2        | 0        | 1      | 0      | 0     | 0     | 5      | 0      |
| Liverpool       | Total        | Total               | 13   | 0     | 3              | 0              | 2        | 0        | 4      | 0      | 1     | 0     | 23     | 0      |
| Career total    | Career total | Career total        | 273  | 0     | 11             | 0              | 15       | 0        | 8      | 0      | 3     | 0     | 310    | 0      |

#### Anmärkningslista
1. 1 2  Appearances in UEFA Champions League

## Meriter

### Liverpool
- Premier League: 2019/2020
- FA-cupen: 2022
- Engelska Ligacupen: 2022, 2024
- Community Shield: 2022
- UEFA Super Cup: 2019
- VM för klubblag: 2019